# Lanțul transportor de electroni

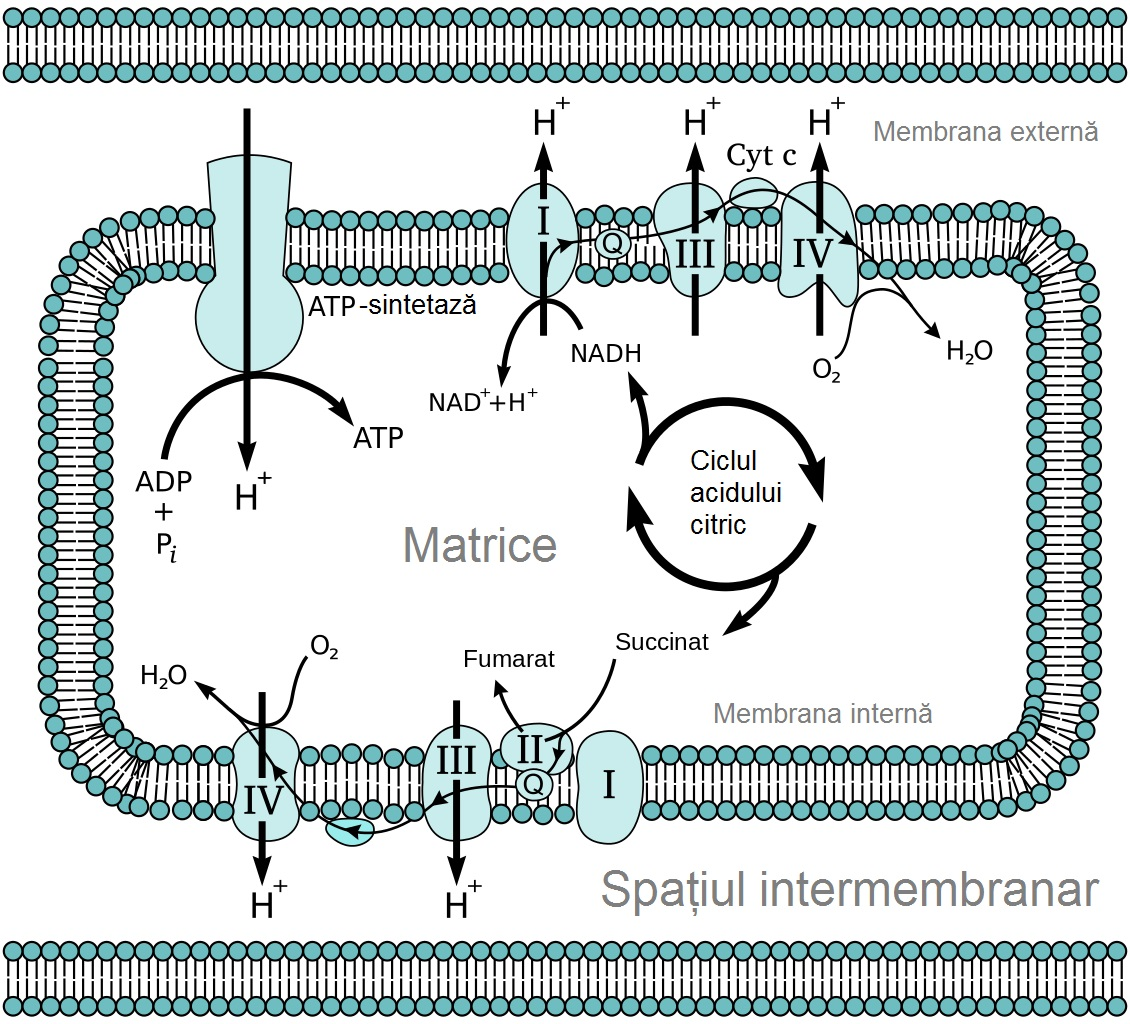
Lanțul transportor de electroni este lanțul mitocondrial unde are loc fosforilarea oxidativă la organismele eucariote. NADH și succinatul generați în ciclul acidului citric sunt oxidați, ceea ce oferă energia necesară pentru sinteza ATP.

În biochimie, lanțul transportor de electroni (LTE) este o serie de complecși proteinici care au ca scop transferul intracelular de electroni (e-), de la donori la acceptori, prin intermediul unor procese redox (reacții de reducere și de oxidare care au loc simultan). Lanțul transportor de electroni cuplează transferul de electroni cu transferul membranar de protoni (H+). Astfel, se formează un gradient electrochimic care duce la sinteza de adenozintrifosfat (ATP), compus care are un rol esențial în metabolismul energetic celular și vehicularea energiei chimice sub forma legăturilor chimice macroergice care pot participa la efectuarea unor reacții biochimice care nu pot avea loc spontan în sensul necesar metabolismului celular.
Sinteza ATP-ului este catalizată de către enzima denumită ATP-sintetază.
Compușii care participă în acest lanț sunt în general peptide și enzime (proteine), iar acceptorul final de electron din lanț (în respirația aerobă) este oxigenul molecular. În respirația anaerobă se regăsesc și alți acceptori finali, de exemplu ionul sulfat.

## În mitocondrie
Majoritatea celulelor eucariote posedă mitocondrii, la nivelul cărora se obține ATP din produși ai ciclului Krebs, metabolismului acizilor grași și ai metabolismului proteic. La nivelul membranei interne mitocondriale, electronii cedați de NADH și FADH2 trec prin lanțul transportor de electroni, având ca destinație finală moleculele de oxigen, ducând la formarea de apă. Lanțul este alcătuit dintr-o serie de enzime cu rol de donor și acceptor de electroni. Fiecare donor de electroni va transfera electronii unui acceptor mai electronegativ, care la rândul său va transfera electronii pe următorul acceptor, iar procesul continuă până la acceptorul final cel mai electronegativ, oxigenul. În urma acestui transport al electronilor între donor și acceptor se eliberează energie, iar energia va fi utilizată pentru generarea unui gradient de protoni de o parte și de alta a membranei mitocondriale. Procesul poartă numele de fosforilare oxidativă, iar ADP-ul este fosforilat la ATP folosindu-se energia generată în lanț.
În momentul în care electronii nu sunt transportați prin întreg lanțul și nu ajung la molecula de oxigen, are loc formarea de specii reactive de oxigen, radicali liberi precum superoxidul.